# خرم‌آباد (تربت جام)
 خرم‌آباد ، روستایی است از توابع بخش نصرآباد و در ۵/۲۶ کیلومتری شهرستان تربت جام در استان خراسان رضوی.
ارتفاع این روستا از سطح دریا ۱٬۰۲۰ متر است و در مسیر شهر تربت جام به فریمان قرار دارد. خرم آباد در دهستان بالاجام قرار داشته و بر اساس سرشماری سال ۱۳۸۵ جمعیت آن (۲۸۳خانوار) ۱٬۱۷۸ نفر 
بوده‌است.